# Tetjana Berežna
Tetjana Berežna, ukrajinska lokostrelka, * 13. november 1983.
Sodelovala je na lokostrelskem delu poletnih olimpijskih igrah leta 2004, kjer je osvojila 18. mesto v individualni in 6. mesto v ekipni konkurenci.